# شیکابه، هوکایدو
شیکابه، هوکایدو (به لاتین: Shikabe, Hokkaido) یک منطقهٔ مسکونی در ژاپن است که در Kayabe District واقع شده‌است. شیکابه ۱۱۰٫۶۱ کیلومترمربع مساحت و ۴٬۰۶۶ نفر جمعیت دارد.